# Circus of Power

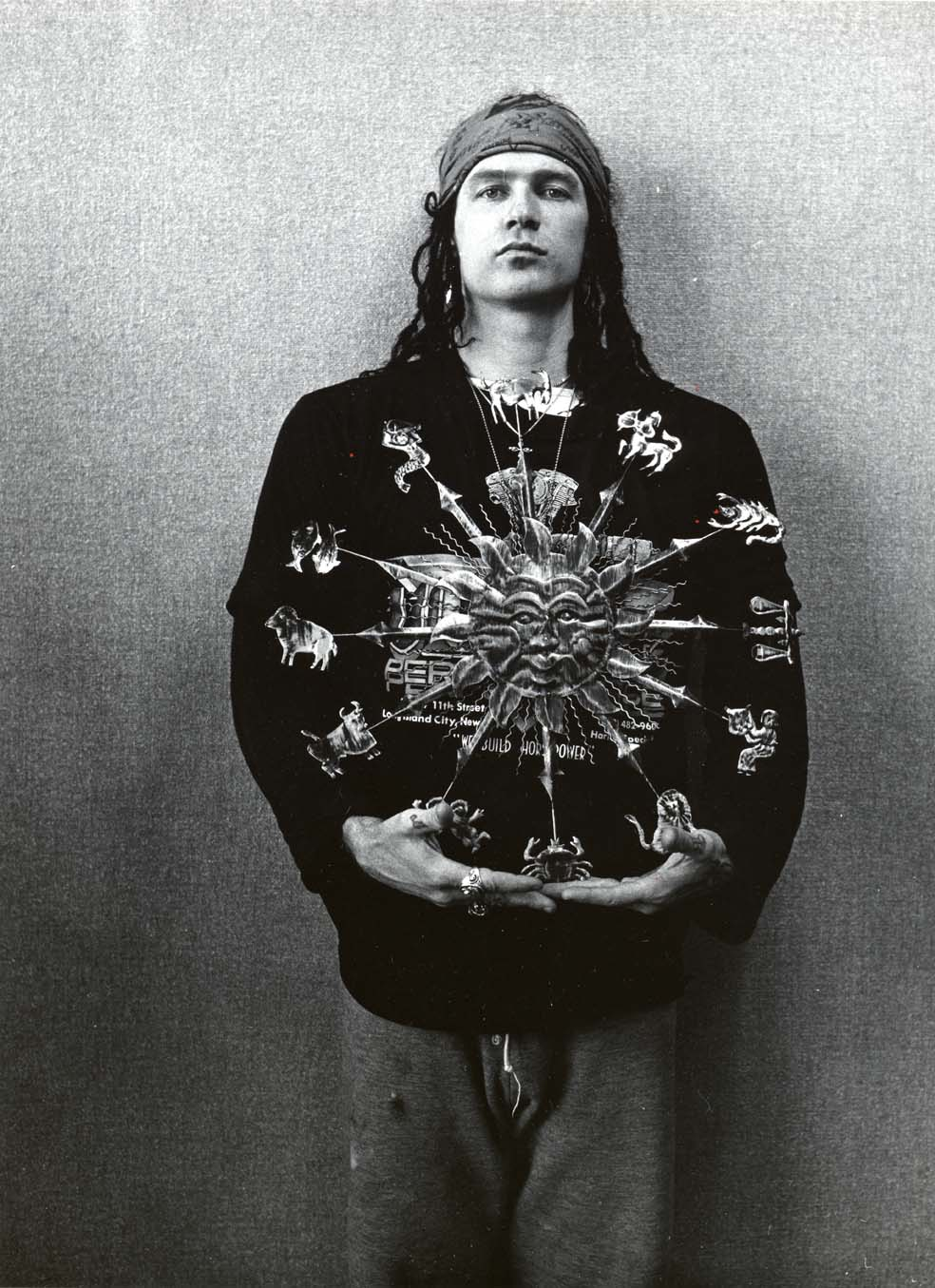
Alex Mitchell, vocalista da banda

Circus of Power foi uma banda de rock de Nova Iorque e Los Angeles, Estados Unidos da América.
Circus of Power (C.O.P. para encurtar) foi formada em 1986 em Nova York. Uma pesada banda sem frescuras e afundada em tatuagens e couro, eles são, às vezes, comparados aos Guns N' Roses. Liderado por Alex Mitchell nos vocais, a banda consistia em Ricky Mahler (guitarra), Gary Sunshine (guitarra) e Ryan Maher (bateria). O grupo trabalhou nos bares de Nova York por anos, até a RCA Records os escolher e contratá-los. Por volta de 1990, o grupo tirou Gary Sunshine da guitarra, e adicionou o baixista Zowie como o quinto membro.
A banda veio com outra mudança, dessa vez, Zowie sendo substituído por Mark Frappier, e Maher por Victor Indrizzo respectivamente. Em 1991, a banda assinou com a Columbia Records e mudou-se para Los Angeles. Circus Of Power se desfez por volta de 1995.
Uma entrevista de 2007 parece indicar que o vocalista Alex Mitchell planeja ressuscitar a banda com um novo álbum.

## Discografia
- Circus of Power (1988)
- Still Alive (1989)
- Vices (1990)
- Magic & Madness (1993)

## Referência
- «Entrevista com Alex Mitchell, o vocalista da Circus of Power (em inglês)»